# Molí de la Devesa
El Molí de la Devesa és una obra de Maials (Segrià) inclosa a l'Inventari del Patrimoni Arquitectònic de Catalunya.

## Descripció
Gran Mas que era el molí d'una extensa propietat del Baró de Maials. A la part del darrere, que ha quedat descoberta, es troben encara resta de la premsa, que era sostinguda per grans lloses verticals d'una peça i amb un arc de mig punt entre elles.

## Història
Tenia en un principi una sola planta, tal com deixa a veure la façana, amb una imposta que la trenca fent una mena de frontó. L'espai de l'entorn estava ajardinat.